# Vetenskapsåret 1900

## Händelser

### Psykologi
- 14 oktober - Sigmund Freud publicerar boken Drömtydning. [1]

### Teknik
- Okänt datum - Ferdinand von Zeppelin bygger det första fungerande luftskeppet.

### Fysik
- Okänt datum - Max Planck tar de första stegen mot kvantmekaniken när han postulerar att elektromagnetisk strålning endast sänds ut i kvanta, vilket är nödvändigt för att förklara svartkroppsstrålningen på ett tillfredsställande sätt.
- Okänt datum - Johannes Rydberg förfinar formeln för vätes spektrallinjer.
- Okänt datum -  Paul Villard upptäcker gammastrålning när han studerar urans radioaktiva sönderfall.

### Matematik
- Okänt datum - David Hilbert ställer upp sin lista över 23 olösta problem.

## Pristagare
- Clarkemedaljen: John Murray
- Copleymedaljen: Marcellin Berthelot
- Darwinmedaljen: Ernst Haeckel
- Murchisonmedaljen: Adolf Erik Nordenskiöld
- Polhemspriset: Martin Ekenberg och Johan August Brinell
- Wollastonmedaljen: Grove Karl Gilbert [2]

## Födda
- 9 mars - Howard Aiken, pionjär inom datavetenskap.
- 19 mars - Frédéric Joliot, fysiker.
- 25 april - Wolfgang Ernst Pauli, fysiker.
- 26 april - Charles Richter, geofysiker och uppfinnare.
- 25 augusti - Sir Hans Adolf Krebs, läkare och biokemist.
- 26 augusti - Hellmuth Walter, ingenjör och uppfinnare.

## Avlidna
- 13 januari - Peter Waage, kemist.
- 22  januari - David E. Hughes, uppfinnare.
- 6 mars - Gottlieb Daimler, uppfinnare.
- 1 april - George Jackson Mivart, biolog.

### Fotnoter
1. ↑  100 år med Aftonbladet – 1900, 1999
2. ↑  ”Geological Society”. Arkiverad från originalet den 5 juni 2011. https://web.archive.org/web/20110605102217/http://www.geolsoc.org.uk/gsl/society/history/page750.html. Läst 13 april 2011.